# Baba Rahman
Abdul Rahman Baba (født 2. juli 1994), kendt som Baba Rahman, er en ghanesisk professionel fodboldspiller, som spiller for den græske Super League-klub PAOK og Ghanas landshold.

## Klubkarriere

### Ghanesiske klubber
Rahman begyndte sin karriere i hjemlandet hos Dreams FC, før han i 2011 fik sin debut i den bedste ghanesiske række med Asante Kotoko.

### Greuther Fürth og Augsburg
Rahman flyttede i juni 2012 til Tyskland, da han skiftede til Greuther Fürth. Efter to sæsoner hos Fürth, skiftede Rahman i august 2014 til FC Augsburg.

### Chelsea
Rahman skiftede i august 2015 til Chelsea. Rahman spillede som fast i de første måneder efter skiftet, men mistede herefter sin plads på førsteholdet.

#### Lejeaftaler
Rahman blev i august 2016 udlejet til Schalke 04 for 2016-18 sæsonen. Han vendte tilbage til Chelsea i juli 2017, og var del af holdet frem til januar 2018, hvor han igen blev lejet tilbage til Schalke.
Rahman blev i januar 2019 udlejet til franske Stade Reims.
Rahman blev i september 2019 igen udlejet, denne gang til spanske RCD Mallorca.
Rahman skiftede i januar 2021 til PAOK på en lejeaftale.
Rahman blev i august 2021 udlejet til Reading. Rahman imponerede i sin debutsæson hos Reading, og i august 2022 blev han igen udlejet til klubben.

### PAOK
Efter otte år med Chelsea forlod Rahman ved kontraktudløb i juli 2023. Han skiftede herefter til PAOK, som han tidligere havde haft en lejeaftale med.

## Landsholdskarriere

### Ungdomslandshold
Rahman har spillet for Ghana på U/20-niveau.

### Seniorlandshold
Rahman debuterede for Ghanas landshold den 10. september 2014. Han var del af Ghanas trupper til Africa Cup of Nations i 2015, 2017, 2019 og 2021, samt til verdensmesterskabet i 2022.